# Wilhelm Neurath

Wilhelm Neurath

Wilhelm Neurath (* 31. Mai 1840 in St. Georgen, Komitat Pressburg; † 9. März 1901 in Wien) war ein österreicher Wirtschaftswissenschaftler.
Nach Erlangen des Doktorgrades wurde Neurath Privatdozent an der Technischen Hochschule Wien. Anschließend wurde er außerordentlicher Professor an der Hochschule für Bodenkultur. 
Wilhelm Neurath war der Vater von Otto Neurath.

## Schriften
- Volkswirthschaftliche und Socialphilosophische Essays (1880)
- Elemente der Volkswirthschaftslehre (Wien, 1882)
- System der Sozialen und Politischen Oekonomie (eb. 1885)
- Das Recht auf Arbeit und das Sittliche in der Volkswirthschaft (eb. 1886)
- Wahre Ursachen der Überproduktionskrisen (1892)
- Das Sinken des Zinsfusses (eb. 1893)
- Die Fundamente der Volkswirthschaftslehre: Kritik und Neugestaltung (Leipzig, 1894), zuerst veröffentlicht in Rothschilds Taschenbuch für Kaufleute
- Das Hauptproblem der Modernen Volkswirtschaft (Wien, 1899)